# Carmen Alcázar
Carmen Alcázar Castillo es una politóloga, feminista, activista por los derechos de las mujeres y wikipedista mexicana. En 2021, recibió una mención honorífica como Wikipedista del año,  y la Medalla Hermila Galindo que otorga el Congreso de la Ciudad de México. Actualmente, es la Directora Ejecutiva de Wikimedia México.

## Biografía
Carmen Alcázar es graduada en ciencias políticas y administración pública por la Universidad Autónoma de México.
Durante sus años universitarios, participó activamente en el movimiento estudiantil, formando parte de la huelga de la UNAM de 1999, lo que marcó el inicio de su trayectoria en el activismo social. Posteriormente, colaboró durante seis años en comunidades zapatistas, impulsando procesos colectivos desde una perspectiva de autogestión.

## Actividad en Wikimedia
Desde 2011, es editora activa de Wikipedia. Inició su labor voluntaria apoyando a acercar la enciclopedia libre a comunidades indígenas desde una perspectiva decolonial, y desempeñándose como enlace para fortalecer la relación entre Wikipedia y museos en México.
En el año 2015, Alcázar creó el proyecto Editatona con el objetivo de disminuir la brecha de género existente en la enciclopedia Wikipedia, desde entonces el proyecto se ha replicado en 10 países de lengua española y portuguesa.
Fue presidenta de Wikimedia México de 2018 a 2021, año en el que se convirtió en su directora ejecutiva.
En 2021, recibió una mención honorífica como Wikimedista del Año durante Wikimania, de manos de Jimmy Wales, fundador de Wikipedia. Este reconocimiento anual se otorga a personas destacadas por su colaboración en los proyectos Wikimedia y honra las contribuciones significativas de editoras, e integrantes de la comunidad que han tenido un impacto relevante en el movimiento durante el año anterior. 

Durante la ceremonia de reconocimiento, enfatizó la importancia de la visibilización colectiva de las mujeres en la región:
“Quiero destacar que este reconocimiento se hace al trabajo de las mujeres en América Latina, la región en la que vivo y que está viviendo un momento vibrante y de lucha. […] Nunca más una Wikipedia sin nosotras, nunca más un Internet sin nosotras”.

En el marco del reconocimiento, Jimmy Wales, destacó públicamente su labor frente a la brecha de género en el movimiento Wikimedia. En sus palabras:
Por mucho tiempo, el conocimiento en Wikipedia no ha reflejado la suma de todo el conocimiento de todas las personas. El trabajo de Carmen para abordar la brecha de género de los editores y editoras en la Wikipedia en Español ha sido increíblemente impactante al crear conciencia sobre el que creo que es uno de los problemas más apremiantes en nuestro movimiento. A través de la iniciativa Editatona, ella ha construido una red de instituciones y colaboradores dedicados a recibir más mujeres en Wikipedia y mejorar el conocimiento en nuestros proyectos.
El 7 de marzo de 2025 se presentó como integrante del equipo de trabajo de la WikiWomen* Task Force durante el lanzamiento de la campaña Celebrate Women 2025 Office Hour Series.

## Reconocimientos
En el año 2021 recibió la Medalla Hermila Galindo del Congreso de la Ciudad de México, por su trabajo en la visibilidad de la mujer en el Internet, así como el premio Hermila Galindo que entrega la Comisión de Derechos Humanos de la Ciudad de México.
En 2025 fue nombrada integrante del Consejo Consultivo de la Agencia Digital de Innovación Pública de la Ciudad de México, un espacio multiactor que reúne a siete personas expertas en tecnología, innovación y Gobierno Abierto para asesorar los proyectos clave de dicha agencia.